# 법대로 사랑하라
《법대로 사랑하라》는 2022년 9월 5일부터 2022년 10월 25일까지 방송된 KBS 2TV 월화 드라마이다.

## 방송 시간
| 방송 채널 | 방송 기간                                              | 방송 시간                           | 방송 분량             |
| --------- | ------------------------------------------------------ | ----------------------------------- | --------------------- |
| KBS 2TV   | 2022년 9월 5일 ~ 2022년 9월 13일 [1회~4회] (본방송)    | 월요일, 화요일 밤 9:50 ~ 11:10      | 80분 (중간 광고 포함) |
| KBS 2TV   | 2022년 9월 19일 ~ 2022년 10월 25일 [5회~16회] (본방송) | 매주 월요일, 화요일 밤 9:50 ~ 11:00 | 70분 (중간 광고 포함) |

## 기획 의도
검사 출신 한량 갓물주 김정호와 4차원 변호사 세입자 김유리의 로(LAW)맨스 드라마

## 제작진

### 제작
- 안형조, 정회석, 김성민

### 제작사
- ㈜지담미디어
- 하이그라운드

### 연출
- 이은진 : (KBS 2TV 수목드라마 《제빵왕 김탁구》(공동연출), KBS 2TV 수목드라마 《영광의 재인》(공동연출), KBS 드라마스페셜 2011 《걱정마세요, 귀신입니다.》(연출), KBS 드라마스페셜 2012 《기적같은 기적》(연출), KBS 2부작 드라마 《연애를 기대해》(연출), KBS 드라마스페셜 2014 《곡비》(연출), KBS 2TV 월화드라마 《트로트의 연인》(공동연출), KBS 2TV 월화드라마 《발칙하게 고고》(공동연출), KBS 2TV 월화드라마 《동네변호사 조들호》(공동연출), KBS 2TV 수목드라마 《김과장》(책임프로듀서), KBS 2TV 수목드라마 《죽어도 좋아》(공동연출) 등 연출)

### 극본
- 임의정 : (KBS 드라마스페셜 2020 《원 나잇》(집필) 등 집필)

## 등장 인물

### 주요 인물
- 이승기 : 김정호 (34세) 역 - 천재와 바보는 한길로 통하는 법

#또라이츄리닝 #갓물주 #괴물천재 #전직 검사
츄리닝과 물아일체가 되어 만화책과 무협지를 펼쳐놓고 낮잠을 때리거나, 자기 소유의 동네 건물을 순회하며 세입자들과 고스톱을 치는 것이 그의 유일한 일상이다. 이렇게 보면 팔자 좋은 동네 백수가 따로 없어 보이지만, 사실 그는 한국대 법대 수석 입학 + 재학 중 사시 패스 + 사법연수원 수석 수료생에 빛나는... 괴물천재라는 별명을 달고 다니던 전직 검사다! 게다가 무릎 나온 츄리닝에 가려져 있다뿐이지, 미모 역시 어디 가서 빠지지 않는다. 그런 그가 17년간 한 여자만 외곬으로 짝사랑해왔으니... 은근 디즈니 남주 재질이랄지. 왕자와 거지가 한 몸에 공존하는 듯한 매력이 있달지.
어린 시절부터 대쪽같은 원칙주의자였던 검사 아버지 밑에서 성장해 자연히 옳고 그름을 따져 묻는 습관을 들인 데다, 한번 본 서류는 오자 하나까지 기억해내는 천재적인 기억능력이 더해져, 정호는 ‘팩트’를 사랑한다. 맞는말 파티가 취미이자 특기인 그로 하여금 입에서 나오는 말마다 거짓말을 하게 하는 상대가 있었으니, 바로 17년간 짝사랑해온 그녀, 김유리되시겠다.
- 이세영 : 김유리 (34세) 역 - 실한 변호사 하나 열 무당 안 부럽다!

#법조계의 또라이 #패션계의 이단아 #투머치오지랖er
법원, 회사 가리지 않고 당당히(?) 호피무늬 블라우스를 휘날리며 돌아댕기는 그녀로 말할 것 같으면... 고3 때 아버지를 잃고도 한국대 법대에 차석으로 합격한 강철멘탈의 소유자요, 자본의 논리로 움직이는 대형로펌에서 돈 안 되는 공익소송만 죽어라 패는 걸로 모자라 자기 회사 최대 고객인 기업을 상대로 산재소송까지 걸어버리는 의지의 또라이다! 강인한 멘탈과 선명한 정의감, 생각한 바를 바로 행동으로 옮기는 실행력까지! 그녀를 보고 있으면, 문득 이런 말이 떠오른다. Too Much.....! 정의감도 오지랖도 의욕도, 패션도 투머치한 그녀... 그런 그녀가 마치 때가 되었다는 듯 회사에 사직서를 날린다.
드디어 정치를 하려는 것인가! 아님 희대의 인권변호사로서의 시작을 알릴 텐가! 모두의 기대를 모으던 그녀는, 느닷없이, 쌩뚱맞게... 모교 후문 벚나무만 무성한 주택가에 ‘로(Law) 카페’를 개업한다. 커피 한잔 값에, 당신의 고민을 들어주겠다며.

### 은하빌딩 식구들
- 김남희 : 박우진 (37세) 역 - #은하빌딩 2층 바른정신건강의학과 원장 #심신미약 #동네 짠한 형

정신과닥터지만 고라니 멘탈을 가진 이 남자. 우울증, 디스크, 족저근막염, 척추측만증 등 현대인의 모든 질병을 다 달고 사는 유약한 사내다. 특유의 보호본능을 자극하는 매력(?) 때문인지 동네 사람들이 그의 진료실을 사랑방 삼아 드나들며, 고스톱도 치고 수다도 떨고, 상담도 하고, 약도 받아간다. 정호와 함께 남들 다 일하는 시간에 동네 슈퍼에 앉아 만화책을 보거나, 문방구 앞 게임기에서 주말을 보내는 등의 행보를 보이며, 동네 공식 바보 형제로 우애를 자랑하던 게 바로 어제인데.. 1층 타로 카페를 인수해 로 카페를 한다는 유리가 나타난 이후...
그런 유리에게 마치 로드킬과 같이 강렬한 덕통사고를 당한 이후! 정호와의 관계는 조금 미묘해진다.
- 안동구 : 서은강 (28세) 역 - #로카페의 바리스타 #이 구역의 냉미남 #방화범

냉랭한 눈빛과 말투, 그러나 그가 만드는 커피는 항상 뜨겁다. 커피는 차게 먹는 것이 아니라는 철학으로, 아이스 아메리카노를 먹겠다는 손님과 기싸움을 벌이는 그는, 확실히 별난 구석이 있다. 바리스타 자격증은 교도소에서 5년간 복역하는 동안 획득한 것으로, 그 히스토리 때문인지 커피 만드는 스킬 외에도 상당한 법 지식이 있다. 몇 년 전 유리가 무료 변론을 해줬던 [방화사건]의 피고인으로, 유리에겐 큰 빚이 있다.
- 김도훈 : 배준 (27세) 역 - #로카페의 알바생 #이 구역의 도련님

느릿느릿 여유만만, 일을 시키지 않으면 절대 찾아하지 않는 도련님과의 알바생이다. 부모님 종용에 어쩔 수 없이 다니던 로스쿨을 휴학하고, 요즘 무엇을 하며 살아야 하나 고민 중이다. 그러던 중 두 갈래 길을 만난다. 매일매일이 뜨거운 유리와, 돛단배를 타고 유람 중인 정호. 어떻게 사는 것이 맞는 것일까. 준이는 오늘도 카페 앞 테라스에서 정호와 함께 일광욕을 즐기며.. 고민 중이다.
- 장혜진 : 김천댁 (50대) 역 - 로 카페가 있는 은하빌딩 건너편, 낡은 건물 1층에 자리한 해피슈퍼의 주인. 입은 험하지만 행동으로는 정호와 우진을 살뜰하게 챙기는 이중적인 면모를 지닌 아줌마다. 명색이 소설가라는 정호에게 ‘돈을 벌어야 직업’이라고 일갈하는 등 아주 현실적인 보통의 아줌마로, 온갖 소문이 모이는 슈퍼마켓이라는 장소를 이용해 동네 소리통 역할에 충실하다.
- 백현주 : 최 여사 (50대) 역 - 김천댁과 더불어 밥상머리 멤버 중 하나, 김천댁은 정호와 우진을 귀찮아하는 반면에, 오지랖이 광대한 최여사는 정호, 우진의 일 하나하나에 관심이 지대하다. 밥상머리 멤버는 핑계일 뿐, 사실 이들 네 명은 계를 붓고 있다. 동네 상권이 죽어서 한가하기도 하고, 목돈도 굴리면 좋으니 일석이조. 식사가 끝나면 다음 코스는 고스톱이다. ‘카더라’ 통신의 대가로, 동네에서 일어나고 있는 모든 사건 사고에 대해 빠삭하다.

### 그 외 인물
- 조한철 : 이편웅 (40대 중후반) 역 - 도한건설 대표이사, 정호의 외삼촌.

도한그룹 이회장의 혼외자, 즉 정호 엄마의 이복동생, 승운의 처남.
어린 시절부터 도한그룹 안주인의 눈길을 피해 생모와 이곳저곳을 전전하며 자랐다. 나서부터 모든 걸 가진 그들과는 달리, 그는 늘 칼날과 같은 경계에 서서 항상 불안과 공포에 떨며 살아야 했다. 편웅은 아버지인 도한그룹 이회장의 기대에 부응코자, 도한가의 충실한 개가 되어 그가 시키는 모든 짓을 했다. 그렇게 긴 세월 헌신했음에도, 편웅이 이회장에게 아들이었던 적은 없었다. 이 늙은이를 밟고 올라가, 그 너머를 보고 싶단 생각이 든다.
- 전노민 : 김승운 역 - 정호의 아버지, 서울중앙지검장.

서울중앙지검장, 정호에겐 태산처럼 높기만 했던 아버지다. 평생 최전선에서 검찰개혁을 위해 싸워온 줄 알았던 아버지가 검찰 내 지위를 이용해 처가인 도한그룹의 각종 비리를 묵인 해왔다는 것을 알게 된 정호는 충격에 검사 옷을 벗는다. 하지만 돈이 절대 권력인 처가의 그늘 아래 억눌린 삶을 살아온 승운은 자신과는 달리 의협심과 정의감을 잃지 않은 채 성장한 아들 정호를 보면서 모종의 결심을 하고, 자신과 처가의 은밀한 관계에 대한 결정적인 증거를 아들에게 넘긴다.
자신의 인생이 망가질 것을 알면서도.
- 김슬기 : 한세연 (34세) 역 - 정호와 유리를 포함한 서연고교 4인방 중 리더(?)를 맡고 있는 그녀, 임신 중 호르몬 변화로 인해 상당히 날카로워져 있어, 유리도 정호도 몸을 사리는 중이다. 유리에겐 친구라기보다도 친언니 같은 느낌으로, 도시락을 싸도 유리 몫을 하나 더 싸고, 아직까지도 유리의 오피스텔로 반찬을 날라오는 그녀다. 현재는 육아휴직 중이지만, 사실 그녀는 경찰대 출신의 재원이다.
- 오동민 : 도진기 (34세) 역 - 4인방 중 눈치와 중재와 유머를 맡고 있다, 나머지 세사람에겐 그것이 전무하기에. 이탈리안 레스토랑 [뇨끼]의 셰프이자, 세연의 팔불출 남편이기도 하다. 유리, 세연 이 두 여인네들과는 한동네서 자란 소꿉친구로, 고등학교 때 전학 온 정호가 합류하기 전까진 원래 3인방이었다. 정호의 마음이 유리를 향해 있단 걸 아주 옛날에 눈치채고, 두 사람이 잘 되기를 내심 바라고 있다.
- 김원해 : 황 대표 (50대)역 - 유리가 한때 몸담았던 법무법인 [황&구]의 대표, 철저하게 돈의 논리에 순응하는 현실주의자에 실리주의자다. 그러니 돈은 쥐뿔도 안 되는 공익소송만 쫓아다니는 후배 유리와는 깊은 애증관계일 수밖에. 유리가 회사를 떠난 후 도한건설 이편웅의 법률고문이 되는데, 이 남자, 어울리면 어울릴수록 거리를 두고 싶어진다!
- 전국환 : 이병옥 역 - 도한그룹 회장, 정호의 외할아버지, 승운의 장인
- 황영희 : 송옥자 역 - 유리의 어머니, 연주의 사돈
- 신승환 : 길 사장 역
- 권다함
- 김시권 : 한주완 실장 역
- 고건한 : 맹 변호사 역
- 안세빈 : 이슬 역 - 송화의 딸
- 김바다 : 요한 역
- 김태연 : 윤수아 역
- 박상훈 : 홍지훈 역 - 학교 폭력 가해자
- 김정철 : 김민규 역 - 학교 폭력 피해자
- 이용이 : 김민규의 할머니 역
- 이미숙 : 이연주 역 - 정호의 어머니, 승운의 처, 편웅의 이복누나, 옥자의 사돈
- 이재용 : 최 의원 역
- 김자영 : 나막례 역
- 미상 : 권 사장 역
- 미상 : 박 검사 역
- 김범준: 길영 역
- 미상 : 조사관 역

### 특별출연
- 이민영 : 채송화 역 - 정호와 같은 동네에 살고 있는 주민이자 싱글맘
- 조복래 : 조 씨 역
- 김영옥 : 박월선 역
- 신소율 : 다영 역 - 우진의 스토커
- 오민석 : 백건만 역
- 김진우
- 김범준 : 이길영 역

### 우정출연
- 김재화 : 황금자 역 - '황금부동산'의 부동산 중개인

## 수상 경력
- 2022년 KBS 연기대상 베스트커플상 (이승기 & 이세영)
- 2022년 KBS 연기대상 대상 (이승기).

## 시청률
최저 시청률과 최고 시청률은 시청률 조사회사와 지역별로 시청률에 차이가 있을 수 있습니다.
| 2022년 | 2022년    | 2022년                        | 2022년          | 2022년        |
| 회차   | 방송일    | 부제 (서브 타이틀)            | AGB 시청률      | AGB 시청률    |
| 회차   | 방송일    | 부제 (서브 타이틀)            | 대한민국 (전국) | 서울 (수도권) |
| ------ | --------- | ----------------------------- | --------------- | ------------- |
| 스페셜 | 8월 30일  | 슬기로운 법사생활             | 2.0%            | -             |
| 제1회  | 9월 5일   | 로(law) 카페                  | 7.1%            | 7.4%          |
| 제2회  | 9월 6일   | 17년간 한 여자를 사랑하는 법  | 6.6%            | 6.5%          |
| 제3회  | 9월 12일  | 덕통사고...                   | 5.3%            | 5.3%          |
| 제4회  | 9월 13일  | 가족을 거꾸로 하면...         | 6.0%            | 5.8%          |
| 제5회  | 9월 19일  | 키스의 적법성에 관한 고찰     | 5.5%            | 5.5%          |
| 제6회  | 9월 20일  | 열 길 물속                    | 5.6%            | 5.7%          |
| 제7회  | 9월 26일  | 죄와 벌                       | 5.9%            | 5.9%          |
| 제8회  | 9월 27일  | 사람들 사이에 섬이 있다       | 6.5%            | 6.5%          |
| 제9회  | 10월 3일  | 거짓말 거짓말 거짓말          | 6.5%            | 6.3%          |
| 제10회 | 10월 4일  | 찬란한 유산                   | 6.2%            | 6.3%          |
| 제11회 | 10월 10일 | 처음부터 너였고 너밖에 없었다 | 5.4%            | 5.1%          |
| 제12회 | 10월 11일 | 멜러와 호러 사이              | 6.5%            | 6.1%          |
| 제13회 | 10월 17일 | 삶이 그대를 속일지라도        | 5.5%            | 5.4%          |
| 제14회 | 10월 18일 | 즐거운 날 오고야 말리니       | 5.8%            | 5.8%          |
| 제15회 | 10월 24일 | 約 맺을 약, 束 묶을 속        | 5.4%            | 5.1%          |
| 제16회 | 10월 25일 | 법대로 사랑하라 (최종회)      | 5.3%            | 5.2%          |

## 참고 사항
- 《법대로 사랑하라》는 동명의 네이버 웹소설을 극화한 드라마로 기획하였다.
- 이은진 PD와 이세영은 2014년에 방송된 KBS 2TV 월화드라마 《트로트의 연인》 이후 8년 만에 전격 재회한다.
- 이승기는 2006년에 방송된 KBS 2TV 주말드라마 《소문난 칠공주》 이후로 16년 만에 KBS 드라마에 출연하는 작품이다.
- 이승기와 이세영은 2018년에 방송된 tvN 토일드라마 《화유기》 이후로 4년 만에 재회한다.
- 이세영은 2017년에 방송된 KBS 2TV 금토드라마 《최고의 한방》 이후로 5년 만에 출연하는 작품이다.
- 이세영과 장혜진은 2022년에 방송된 MBC 금토드라마 《옷소매 붉은 끝동》에 이어서 두 번째로 재회한다.
- 전노민과 전국환은 2016년에 방송된 SBS 월화드라마 《육룡이 나르샤》 이후로 6년 만에 재회한다.